# Genibaú
O Genibaú é um dos bairros de Fortaleza, que faz limite com Caucaia.

## Etimologia
O Nome "Genibaú" originalmente era escrito com J, assim ficando "Jenibaú", que pode significar algo como "Jenipapo Estragado", com "Jeni" se referindo ao Jenipapo e "Baú", nesse contexto, se referindo à algo relativo à "estregado" ou a "verme", como conta um líder comunitário da região. 

## História
Criado em 28 de dezembro de 1981,à pedido dos moradores, com o Projeto de Lei do vereador Araújo de Castro e assinado pelo então governador Lúcio Alcântara. Seus Primeiros residentes habitavam, inicialmente, às margens do Rio Maranguapinho. Seu território, originalmente, não era unificado; A Parte mais oeste do bairro, mais próxima do trilho era conhecida como "Quilômetro 10". Já a mais central, próxima do Antônio Bezerra, era conhecida como "Veneza", e a região mais próxima ao Conjunto Ceará era conhecida como "Parque Genibaú".